# Cayaponia nitida
Cayaponia nitida är en gurkväxtart som beskrevs av Gomes-klein och Pirani. Cayaponia nitida ingår i släktet Cayaponia och familjen gurkväxter. Inga underarter finns listade i Catalogue of Life.